# BMW 801
El BMW 801 fue un potente motor aeronáutico radial refrigerado por aire fabricado en Alemania por BMW y utilizado en varios aviones militares alemanes de la Segunda Guerra Mundial. Los cilindros del motor están dispuestos en dos filas de siete cilindros cada una, cada uno con un diámetro y carrera ambos de 156 mm, dando una capacidad total de 41,8 litros. El motor generaba entre 1.150 y 1.470 kW (1.540 - 1.970 HP). La unidad (incluyendo soportes) pesaba de 1.010 a 1.250 kg y tenía unos 1,29 metros de diámetro, dependiendo del modelo.
El 801 inicialmente estaba destinado a reemplazar los tipos de motores radiales existentes en los aviones utilitarios y de transporte alemanes. En aquel entonces, fue ampliamente aceptado entre los diseñadores para los que los motores en línea eran un requisito para sus diseños de alto rendimiento debido a su menor área frontal y su consiguiente menor resistencia aerodinámica. De modo que Kurt Tank equipó con uno de estos motores  el nuevo diseño de avión de caza en el que estaba trabajando, y el 801 continúa siendo conocido por ser el motor de ese famoso avión, el Focke-Wulf Fw 190.

## Variantes
BMW 801A,B,C
1147 kW (1539 hp, 1560 PS)
BMW 801D,G,H
1250 kW (1677 hp, 1700 PS)
BMW 801E,S
1471 kW (1973 hp, 2000 PS)
BMW 801F
1765 kW (2367 hp, 2400 PS), desarrollo detenido al finalizar la guerra.

## Aplicaciones
- Blohm & Voss BV 141
- Blohm & Voss BV 144
- Dornier Do 217
- Focke-Wulf Fw 190
- Focke-Wulf Fw 191
- Heinkel He 277
- Junkers Ju 88
- Junkers Ju 188
- Junkers Ju 288
- Junkers Ju 388
- Junkers Ju 290
- Junkers Ju 390
- Messerschmitt Me 264

### Motores similares
- Bristol Hercules
- Pratt & Whitney R-1830
- Wright R-2600
- Fiat A.74
- Gnome-Rhône 14N
- Mitsubishi Kinsei
- Nakajima Sakae
- Shvetsov ASh-82